# Dimitri Magnoléké Bissiki
Dimitri Magnoléké Bissiki (17 de março de 1991) é um futebolista profissional congolês que atua como defensor.

## Carreira
Dimitri Magnoléké Bissiki representou o elenco da Seleção Congolesa de Futebol no Campeonato Africano das Nações de 2015.